# Jesse Huta Galung
Jesse Huta Galung (Haarlem, 6 oktober 1985) is een Nederlands voormalig professioneel tennisser.

## Carrière

### 2006
In februari 2006 maakte hij op 20-jarige leeftijd al zijn debuut voor het Nederlandse Davis Cup-team, in de confrontatie met Rusland. Hij verloor daarin zijn partij, een partij die er overigens niet meer toe deed. Huta Galung mocht meedoen, omdat Peter Wessels geblesseerd was.

### 2007
Huta Galung steeg na de juniorentijd al snel naar de top 400 van de wereldranglijst. Na zijn grote sprong, ging het echter wat minder. Hij verloor vaak in eerste rondes van futuretoernooien en hij moest verstek laten gaan voor het Davis Cup-duel met Groot-Brittannië.
In de zomermaanden van 2007 kwam er weer een stijgende lijn in de resultaten. Hij boekte goede resultaten bij futuretoernooien en steeg op de ranglijst. Vanwege zijn ranking kon hij aan twee Challengers in Engeland meedoen, op gras. In Nottingham bereikte hij de halve finale. Sindsdien verbeterden zijn resultaten. Hij werd rechtstreeks (via zijn ranking) toegelaten tot challengertoernooien. Bij het challengertoernooi van Tampere haalde hij de kwartfinale, in Genève de finale. Huta Galungs eerste challengerfinale uit zijn carrière.
Bij de eerste editie van het challengertoernooi van Alphen aan den Rijn was Huta Galung een van de trekpleisters, hij maakte zijn rol waar door de finale te bereiken. In die finale speelde hij tegen de Fransman Augustien Gensse. Hij won die wedstrijd met 6-4, 6-7 (9) en 7-6 (3). Dat betekende de eerste toernooizege op challengerniveau in zijn carrière.
Na zijn overwinning bij het challengertoernooi in Alphen aan den Rijn steeg Huta Galung naar plaats 184 op de wereldranglijst. Op 10 september 2007 werd hij geselecteerd voor het Davis Cup duel met Portugal. Samen met Peter Wessels won hij het dubbelspel, waardoor Nederland in de regionale groep 1 kon blijven.

### 2008
In 2008 bereikte hij via de voorrondes van Roland Garros het hoofdtoernooi. Hier werd hij wel direct uitgeschakeld. In 2008 won hij ook het challengertoernooi van Scheveningen door Diego Hartfield in de finale in 2 sets te verslaan. Verder nam hij in 2008 ook deel aan de ATP-toernooien van ATP-toernooi van Marseille en het ATP-toernooi van Rosmalen.

### 2009
In 2009 begon Huta Galung het jaar in Australië waar hij in de kwalificaties voor het ATP-toernooi van Brisbane en de Australian Open niet door de eerste rondes kwam. Toch kreeg Jesse een wildcard voor het ATP-toernooi van Rotterdam waarin hij in de eerste ronde in twee tiebreaks verloor van Jo-Wilfried Tsonga. Op 22 maart won hij de challenger in Caltanissetta door in de finale landgenoot Thiemo de Bakker in twee sets te verslaan. Op het ATP-toernooi van Rosmalen kreeg hij net als in 2008 een wildcard, Jesse werd echter in de eerste ronde uitgeschakeld door David Ferrer. Hierna verloor hij 12 partijen achter elkaar waarmee hij terugzakte op de wereldranglijst.

### 2010
In 2010 won Huta Galung twee futuretoernooien waardoor hij weer steeg op de wereldranglijst. Via het kwalificatietoernooi wist Huta Galung zich voor het eerst voor het hoofdtoernooi van Wimbledon te plaatsen. Hij verloor in de eerste ronde van de Amerikaan Brendan Evans. Na afloop van deze partij sprak Huta Galung de hoop uit aan het eind van het kalenderjaar weer rond de 150e positie op de wereldranglijst te zullen staan. Na twee challengeroverwinningen in augustus en september 2010 bereikt Huta Galung de 116e positie van de wereldranglijst in oktober 2010.

### 2011
Huta Galung kende een goede start van 2011. Hij haalde twee halve finales bij challengertoernooien en op het ATP-toernooi van Johannesburg haalde hij de achtste finales. In de eerste ronde versloeg Huta Galung de Serviër Janko Tipsarević. Deze goede reeks leidde tot Huta Galungs hoogste positie ooit op de wereldranglijst, in juni 2011 stond hij op de 110e positie.

### 2012
In 2012 startte Huta Galung het seizoen goed door zich door het kwalificatietoernooi van de Australian Open te slaan. Hij verloor daarna in de eerste ronde van Carlos Berlocq, de nummer 58 van de wereldranglijst op dat moment. In februari van dat jaar werd hij als nummer 232 van de wereld met een wildcard toegelaten tot het hoofdtoernooi van het ATP-toernooi van Rotterdam. Hij zorgde in de eerste ronde voor een verrassing door in Ahoy met 7-6 (6), 6-3 af te rekenen met de Kroaat Ivan Ljubičić (op dat moment de nummer 41 van de wereld). In de zomer en het najaar van 2012 wist Huta Galung drie futuretoernooien op zijn naam te schrijven, waaronder het toernooi van Rotterdam.

### 2013
In februari 2013 bereikte Huta Galung voor de tweede keer in zijn carrière de finale van een ATP-finale in het dubbelspel. Met Thiemo de Bakker als partner verloor Huta Galung de finale van het ATP-toernooi van Rotterdam van Robert Lindstedt en Nenad Zimonjić in de beslissende supertiebreak.
Enkele weken later, Huta Galung stond op dat moment de 346e plaats op de wereldranglijst, won hij het challengertoernooi van Cherbourg-Octeville. Hij versloeg in de finale Vincent Millot en steeg door deze overwinning ruim honderd plaatsen op de wereldranglijst.
In april wist hij, opnieuw in Frankrijk, het challengertoernooi van Saint-Brieuc op zijn naam te schrijven. Hij versloeg in de finale de als eerste geplaatste Fransman Kenny de Schepper. Na de verloren finale in het challengertoernooi van Meerbusch maakte Huta Galung op 19 augustus zijn debuut in de Top 100 van de wereldranglijst van de ATP.
Huta Galung kwalificeerde zich dankzij zijn resultaten op de ATP Challenger Tour in het kalenderjaar 2013 voor de derde editie van de ATP Challenger Tour Finals. Huta Galung werd tijdens dit toernooi in São Paulo uitgeschakeld in de groepsfase.

### 2014
Huta Galung debuteerde met landgenoot Igor Sijsling in het dubbelspel van een grandslamtoernooi tijdens de Australian Open 2014. In de eerste ronde werd het duo echter uitgeschakeld door Philipp Oswald en Simon Stadler. Enkele maanden later, tijdens het ATP-toernooi van Barcelona 2014, won Huta Galung met Stéphane Robert zijn eerste ATP-titel in het dubbelspel. In de finale werden Daniel Nestor en Nenad Zimonjić verslagen met 6-3, 6-3.
In het enkelspel verloor Huta Galung tot juni in alle ATP-toernooien (vier optredens) in de eerste ronde.

### 2015-2016
Op 14 december 2016 nam Huta Galung bij het NK tennis afscheid als prof. In de eerste ronde verloor hij in twee sets van Matwé Middelkoop (6-2, 6-1).

## Palmares
| Legenda                       | Legenda               |
| ----------------------------- | --------------------- |
| Grand Slam                    |                       |
| Olympische Spelen             |                       |
| tot 2009                      | vanaf 2009            |
| Tennis Masters Cup            | ATP Finals            |
| ATP Masters Series            | ATP Tour Masters 1000 |
| ATP International Series Gold | ATP Tour 500          |
| ATP International Series      | ATP Tour 250          |

### Enkelspel
| Nr.                  | Datum             | Toernooi                | Ondergrond | Tegenstander in finale  | Score           |
| -------------------- | ----------------- | ----------------------- | ---------- | ----------------------- | --------------- |
| Gewonnen challengers |                   |                         |            |                         |                 |
| 1.                   | 9 september 2007  | Alphen aan den Rijn     | Gravel     | Augustin Gensse         | 6-4, 6-79, 7-64 |
| 2.                   | 13 juli 2008      | Scheveningen            | Gravel     | Diego Hartfield         | 6-3, 6-4        |
| 3.                   | 22 maart 2009     | Caltanissetta           | Gravel     | Thiemo de Bakker        | 6-2, 6-3        |
| 4.                   | 15 augustus 2010  | Trani                   | Gravel     | Filippo Volandri        | 7-63, 6-4       |
| 5.                   | 12 september 2010 | Alphen aan den Rijn (2) | Gravel     | Thomas Schoorel         | 6-74, 6-4, 6-4  |
| 6.                   | 25 februari 2013  | Cherbourg-Octeville     | Hardcourt  | Vincent Millot          | 6-1, 6-3        |
| 7.                   | 7 april 2013      | Saint-Brieuc            | Hardcourt  | Kenny de Schepper       | 7-64, 4-6, 7-63 |
| 8.                   | 14 juli 2013      | Scheveningen (2)        | Gravel     | Robin Haase             | 6-3, 6-72, 6-4  |
| 9.                   | 28 juli 2013      | Tampere                 | Gravel     | Maxime Teixeira         | 6-4, 6-3        |
| 10.                  | 1 september 2014  | Alphen aan den Rijn (3) | Gravel     | Daniel Muñoz de la Nava | 6-3, 6-4        |

### Dubbelspel (1 titel, 2 runner-ups)
| Nr.                          | Datum            | Toernooi       | Ondergrond | Partner          | Tegenstanders in finale         | Score            | Details |
| ---------------------------- | ---------------- | -------------- | ---------- | ---------------- | ------------------------------- | ---------------- | ------- |
| Gewonnen finales herendubbel |                  |                |            |                  |                                 |                  |         |
| 1.                           | 21 april 2014    | ATP Barcelona  | Gravel     | Stéphane Robert  | Daniel Nestor Nenad Zimonjić    | 6-3, 6-3         | Details |
| Verloren finales herendubbel |                  |                |            |                  |                                 |                  |         |
| 1.                           | 14 juli 2008     | ATP Amersfoort | Gravel     | Igor Sijsling    | František Čermák Rogier Wassen  | 5-7, 5-7         | Details |
| 2.                           | 17 februari 2013 | ATP Rotterdam  | Hardcourt  | Thiemo de Bakker | Robert Lindstedt Nenad Zimonjić | 7-5, 3-6, [8-10] | Details |

## Positie ATP-ranglijst enkelspel einde seizoen
| Jaartal | Rang |
| ------- | ---- |
| 2016    | 442  |
| 2015    | 436  |
| 2014    | 195  |
| 2013    | 101  |
| 2012    | 222  |
| 2011    | 209  |
| 2010    | 128  |
| 2009    | 273  |
| 2008    | 175  |
| 2007    | 201  |
| 2006    | 350  |
| 2005    | 383  |
| 2004    | 493  |

## Prestatietabel
| Legenda | Legenda                          |
| ------- | -------------------------------- |
| g.t.    | geen toernooi gehouden           |
| l.c.    | lagere categorie                 |
| –       | niet deelgenomen                 |
| G       | uitgeschakeld in de groepsfase   |
| 1R      | uitgeschakeld in de eerste ronde |
| 2R      | uitgeschakeld in de tweede ronde |
| 3R      | uitgeschakeld in de derde ronde  |
| 4R      | uitgeschakeld in de vierde ronde |
| KF      | uitgeschakeld in de kwartfinale  |
| HF      | uitgeschakeld in de halve finale |
| F       | de finale verloren               |
| W       | het toernooi gewonnen            |
| w-v     | winst/verlies-balans             |

### Prestatietabel grandslamtoernooien, enkelspel
| Toernooi        | 2008 | 2009 | 2010 | 2011 | 2012 | 2013 | 2014 |
| --------------- | ---- | ---- | ---- | ---- | ---- | ---- | ---- |
| Australian Open | –    | –    | –    | –    | 1R   | –    | 1R   |
| Roland Garros   | 1R   | –    | –    | –    | –    | –    | –    |
| Wimbledon       | –    | –    | 1R   | –    | –    | –    | –    |
| US Open         | –    | –    | –    | 1R   | –    | –    |      |

### Prestatietabel grandslamtoernooien, dubbelspel
| Toernooi        | 2014 | 2015 |
| --------------- | ---- | ---- |
| Australian Open | 1R   | 1R   |
| Roland Garros   | –    | –    |
| Wimbledon       | 1R   | –    |
| US Open         | 1R   | –    |